# Segunda guerra bóer
La segunda guerra bóer (en inglés: [Second] Boer War, [Second] Anglo-Boer War y South African War, y en afrikáans: Tweede Vryheidsoorlog, Tweede Boereoorlog, Anglo-Boereoorlog  o Engelse oorlog —'segunda guerra de liberación', 'segunda guerra bóer', 'guerra anglo-bóer' y 'guerra inglesa', respectivamente—) fue un conflicto entre el Reino Unido y los fundadores de las repúblicas independientes del Estado Libre de Orange y la República Sudafricana, en el nordeste de Sudáfrica. Años antes había sucedido la primera guerra bóer.
La fiebre del oro de Witwatersrand provocó una gran afluencia de «uitlanders» ('extranjeros') a la República Sudafricana (SAR), en su mayoría británicos de la Colonia del Cabo. Por temor a una apropiación territorial hostil de la SAR, solo se les permitía votar después de catorce años de residencia, por lo que protestaron ante las autoridades británicas del Cabo. Las negociaciones fracasaron en la fallida Conferencia de Bloemfontein en junio de 1899. El conflicto estalló en octubre después de que el gobierno británico decidiera enviar 10 000 hombres a Sudáfrica. Con un retraso, esto provocó un ultimátum de los bóeres y los británicos, y posteriores ataques irregulares y de milicias bóeres a los asentamientos coloniales británicos en la Colonia de Natal. Los bóeres sitiaron Ladysmith, Kimberley y Mafeking y obtuvieron victorias en Colenso, Magersfontein y Stormberg. Un número cada vez mayor de soldados del ejército británico fueron llevados a Sudáfrica y lanzaron ataques infructuosos contra los bóeres.
Sin embargo, la suerte británica cambió cuando su comandante, el general Redvers Buller, fue reemplazado por Frederick Roberts y Herbert Kitchener, quienes aliviaron las ciudades asediadas e invadieron las repúblicas bóeres a principios de 1900 al frente de una fuerza expedicionaria de 180 000 hombres. Conscientes de que no podían resistir una fuerza tan grande, los bóeres se abstuvieron de luchar en batallas convencionales, lo que permitió a los británicos ocupar ambas repúblicas y sus capitales, Pretoria y Bloemfontein. Los políticos bóeres, incluido el presidente de la República Sudafricana Paul Kruger, huyeron o se escondieron; el Imperio británico se anexionó oficialmente las dos repúblicas en 1900. En Gran Bretaña, el ministerio conservador dirigido por Robert Gascoyne-Cecil intentó capitalizar los éxitos militares británicos convocando unas elecciones generales anticipadas, apodada por los observadores contemporáneos como «elección caqui». Sin embargo, los combatientes bóeres se refugiaron en las colinas y lanzaron una guerra de guerrillas, conocida como «bittereinders». Liderados por generales como Louis Botha, Jan Smuts, Christiaan de Wet y Koos de la Rey, los guerrilleros bóeres utilizaron ataques relámpago y emboscadas contra los británicos durante dos años.
La campaña de guerrillas resultó difícil de derrotar para los británicos, debido a la falta de familiaridad con las tácticas de guerrilla y al amplio apoyo a las guerrillas entre los civiles. En respuesta a los fracasos en derrotar a las guerrillas, el alto mando británico ordenó políticas de tierra quemada como parte de una campaña de contrainsurgencia a gran escala y de múltiples frentes; se construyó una red de fortines, puntos fuertes y cercas de alambre de púas, que virtualmente dividió las repúblicas ocupadas. Más de 100 000 civiles bóeres, en su mayoría mujeres y niños, fueron reubicados a la fuerza en campos de concentración, donde murieron 26 000, principalmente por hambre y enfermedad. Los africanos negros fueron internados en campos de concentración para evitar que abastecieran a los bóeres; murieron 20 000 de ellos. La infantería montada británica fue desplegada para rastrear a las guerrillas, lo que provocó escaramuzas a pequeña escala. Pocos combatientes de ambos bandos murieron en acción, y la mayoría de las bajas murieron por enfermedades. Kitchener ofreció generosas condiciones de rendición a los líderes bóeres restantes para poner fin al conflicto. Ansiosos por asegurar que sus compañeros bóeres fueran liberados de los campos, la mayoría de los comandantes bóeres aceptaron las condiciones británicas en el Tratado de Vereeniging, rindiéndose en mayo de 1902. Las antiguas repúblicas se transformaron en las colonias británicas del Transvaal y el río Orange, y en 1910 se fusionaron con las colonias de Natal y el Cabo para formar la Unión Sudafricana, un dominio autónomo dentro del Imperio británico.
Los esfuerzos expedicionarios británicos fueron ayudados significativamente por fuerzas coloniales de la Colonia del Cabo, Natal, Rodesia, y muchos voluntarios del Imperio británico en todo el mundo, particularmente Australia, Canadá, India británica y Nueva Zelanda. Los reclutas africanos negros contribuyeron cada vez más al esfuerzo bélico británico. La opinión pública internacional simpatizaba con los bóeres y era hostil a los británicos. Incluso dentro del Reino Unido, existía una oposición significativa a la guerra. Como resultado, la causa bóer atrajo a miles de voluntarios de países neutrales, incluido el Imperio alemán, Estados Unidos, el Imperio ruso e incluso algunas partes del Imperio británico como Australia e Irlanda. Algunos consideran que la guerra fue el comienzo del cuestionamiento de la apariencia de dominio global impenetrable del Imperio británico, debido a la sorprendente duración de la guerra y las pérdidas imprevistas sufridas por los británicos. En enero de 1901, se abrió un juicio por crímenes de guerra británicos cometidos durante la guerra, incluidos los asesinatos de civiles y prisioneros.

## Antecedentes históricos

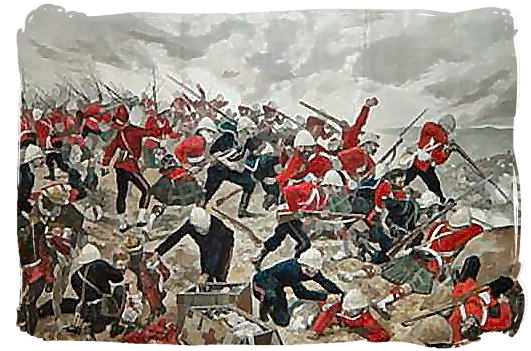
Victoria bóer sobre los británicos en la batalla de Majuba Hill, primera guerra bóer, 1881.

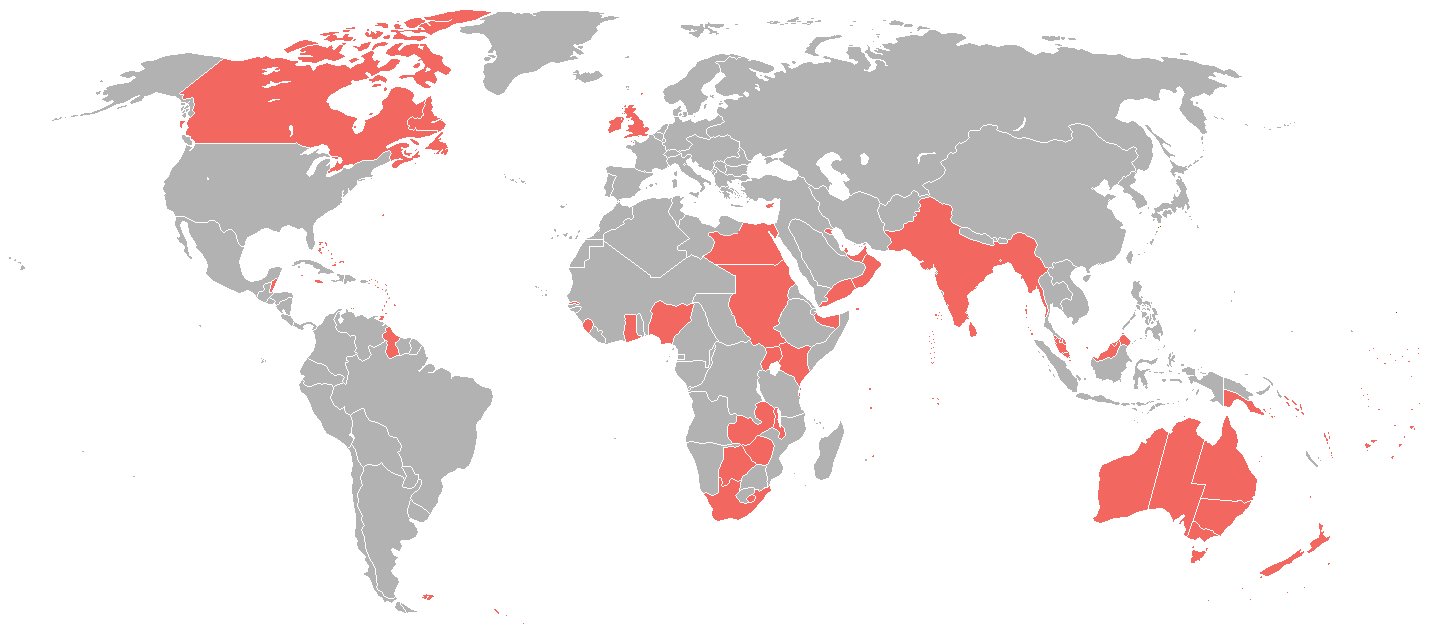
Extensión del Imperio Británico en 1898, antes del estallido de la segunda guerra bóer.

La geografía de la región en 1885, entre la primera y la segunda guerra bóer.

La parte meridional del continente africano estuvo dominada en el siglo XIX por un conjunto de luchas por crear en su seno un único Estado unificado. En 1868, Gran Bretaña se anexionó Basutolandia en las Montañas Drakensberg tras un llamamiento de Moshoeshoe I, rey del pueblo Sotho, que buscaba la protección británica contra los bóeres. Si bien la Conferencia de Berlín de 1884-1885 trató de trazar las fronteras entre las posesiones africanas de las potencias europeas, también preparó el terreno para nuevas luchas. Gran Bretaña intentó anexionarse primero la República Sudafricana en 1880, y después, en 1899, tanto la República Sudafricana como el Estado Libre de Orange.
En la década de 1880, el Bechuanalandia (actual Botsuana) se convirtió en objeto de disputa entre los alemanes al oeste, los bóeres al este y la Colonia del Cabo británica al sur. Aunque Bechuanalandia carecía de valor económico, la Carretera de los Misioneros la atravesaba en dirección a territorios situados más al norte. Después de que los alemanes se anexionaran Damaraland y Namaqualand (la moderna Namibia) en 1884, Gran Bretaña se anexionó Bechuanalandia en 1885.
En la primera guerra bóer de 1880-1881, los bóeres de la República de Transvaal demostraron ser hábiles luchadores al resistir el intento de anexión británico, provocando una serie de derrotas británicas (por citar algunas: Elandsfontein, Laing's Nek, Schuinshoogte y Majuba). El gobierno británico de William Ewart Gladstone no estaba dispuesto a enfrascarse en una guerra lejana, que requería considerables refuerzos de tropas y gastos, para lo que en aquel momento se percibía como un rendimiento mínimo. Un armisticio puso fin a la guerra, y posteriormente se firmó un tratado de paz con el presidente del Transvaal Paul Kruger.
En 1886, los intereses imperiales británicos se vieron avivados por el descubrimiento de lo que resultaría ser el mayor yacimiento de oro del mundo en un afloramiento situado en una gran cresta a unos 69 km al sur de la capital bóer de Pretoria. La cresta era conocida localmente como el "Witwatersrand" (cresta de agua blanca, una cuenca hidrográfica). Una fiebre del oro en la Transvaal atrajo a miles de buscadores y colonos británicos y de otras nacionalidades de todo el mundo y de la Colonia del Cabo, que había estado bajo control británico desde 1806.
La ciudad de Johannesburgo surgió casi de la noche a la mañana como un poblado de chabolas. Los uitlandeses (extranjeros, forasteros blancos) llegaron en masa y se asentaron alrededor de las minas. La afluencia fue tan rápida que los uitlandeses superaron rápidamente en número a los bóeres en Johannesburgo y a lo largo del Rand, aunque seguían siendo minoría en el Transvaal. Los bóeres, nerviosos y resentidos por la creciente presencia de los uitlandeses, intentaron contener su influencia exigiendo largos periodos de residencia antes de poder obtener el derecho de voto; imponiendo impuestos a la industria del oro; e introduciendo controles mediante licencias, aranceles y requisitos administrativos. Entre las cuestiones que provocaron tensiones entre el gobierno del Transvaal, por un lado, y los uitlandeses y los intereses británicos, por otro, se encontraban las siguientes
- Los uitlandeses establecidos, incluidos los magnates mineros, querían el control político, social y económico de sus vidas. Estos derechos incluían una constitución estable, una ley de franquicia justa, un poder judicial independiente y un mejor sistema educativo. Los bóeres, por su parte, reconocían que cuantas más concesiones hicieran a los uitlandeses, mayor sería la probabilidad -con aproximadamente 30.000 votantes bóeres blancos varones y 60.000 uitlandeses blancos varones potenciales- de que perdieran su control independiente del Transvaal y el territorio fuera absorbido por el Imperio Británico.
- Los uitlandeses estaban resentidos por los impuestos recaudados por el gobierno del Transvaal, sobre todo cuando ese dinero no se gastaba en Johannesburgo o en los intereses de los uitlandeses, sino que se desviaba a proyectos en otras partes del Transvaal. Por ejemplo, a medida que el mineral aurífero se alejaba del afloramiento subterráneo hacia el sur, se necesitaban cada vez más voladuras para extraerlo, y las minas consumían ingentes cantidades de explosivos. Una caja de dinamita que costaba cinco libras incluía cinco chelines de impuesto. Este impuesto no sólo se consideró exorbitante, sino que los intereses británicos se vieron ofendidos cuando el presidente Paul Kruger concedió el monopolio de la fabricación del explosivo a una rama no británica de la empresa Nobel, lo que enfureció a Gran Bretaña.[16] The so-called "dynamite monopoly" became a casus belli.

| Año                     | No. de Mines | oro producido (fine ounces) | Valor (Libras Esterlinas) | Relativas a 2010 valor (Libras Esterlinas) |
| 1898                    | 77           | 4,295,608                   | £15,141,376               | £6,910,000,000                             |
| 1899 (Jan–Oct)          | 85           | 3,946,545                   | £14,046,686               | £6,300,000,000                             |
| 1899 (Nov) – 1901 (Apr) | 12           | 574,043                     | £2,024,278                | £908,000,000                               |
| 1901 (May–Dec)          | 12           | 238,994                     | £1,014,687                | £441,000,000                               |
| 1902                    | 45           | 1,690,100                   | £7,179,074                | £3,090,000,000                             |
| 1903                    | 56           | 2,859,482                   | £12,146,307               | £5,220,000,000                             |
| 1904                    | 62           | 3,658,241                   | £15,539,219               | £6,640,000,000                             |
| 1905                    | 68           | 4,706,433                   | £19,991,658               | £8,490,000,000                             |

Los intereses imperiales británicos se alarmaron cuando en 1894-1895 Kruger propuso construir un ferrocarril a través de África Oriental Portuguesa hasta la bahía de Delagoa, evitando los puertos controlados por los británicos en Natal y Ciudad del Cabo y eludiendo los aranceles británicos. En aquella época, el primer ministro de la Colonia del Cabo era Cecil Rhodes, un hombre impulsado por la visión de un África controlada por los británicos que se extendía desde la Cape to Cairo. Algunos representantes autoproclamados uitlanders y propietarios de minas británicos se sentían cada vez más frustrados y enfadados por su trato con el gobierno del Transvaal. Se formó un Comité de Reforma (Transvaal) para representar a los uitlanders.

### Incursión Jameson

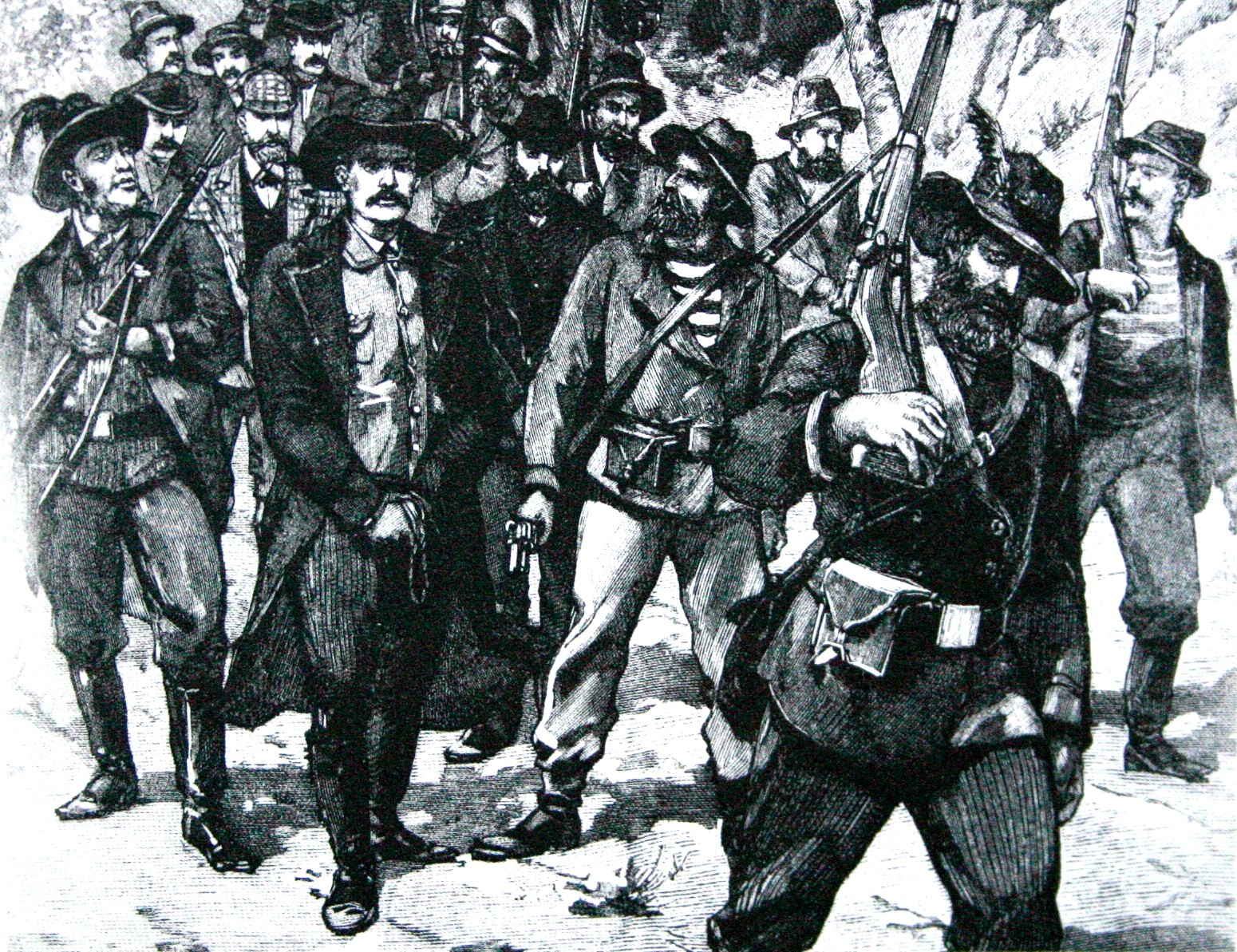
Un boceto que muestra la detención de Jameson después de la incursión fallida, en 1896.

En 1895 se urdió un plan para tomar Johannesburgo y acabar con el control del gobierno del Transvaal, con la connivencia del primer ministro del Cabo Cecil Rhodes y el magnate del oro de Johannesburgo Alfred Beit. Una columna de 600 hombres armados fue conducida a través de la frontera desde Bechuanalandia hacia Johannesburgo por el Dr. Leander Starr Jameson, el Administrador en Rodesia de la British South Africa Company, de la que Cecil Rhodes era presidente. La columna, formada principalmente por Rodesia y Bechuanalandia Policía Británica de Sudáfrica, estaba equipada con ametralladoras Maxim y algunas piezas de artillería.
El plan consistía en dirigirse durante tres días a Johannesburgo y desencadenar un levantamiento de los uitlandeses expatriados, principalmente británicos, organizado por el Comité de Reforma de Johannesburgo, antes de que los comandos bóer pudieran movilizarse. Sin embargo, las autoridades del Transvaal habían sido advertidas con antelación del Asalto de Jameson y lo siguieron desde el momento en que cruzó la frontera. Cuatro días más tarde, la cansada y desanimada columna fue rodeada cerca de Krugersdorp, a la vista de Johannesburgo. Tras una breve escaramuza en la que la columna perdió 65 muertos y heridos -mientras que los bóeres sólo perdieron un hombre-, los hombres de Jameson se rindieron y fueron arrestados por los bóeres.
La fallida incursión tuvo repercusiones en todo el sur de África y en Europa. En Rodesia, la marcha de tantos policías permitió el levantamiento de los pueblos Matabele y Mashona contra la Compañía Británica de Sudáfrica. La rebelión, conocida como la Segunda Guerra Matabele, fue sofocada a un alto coste.
Pocos días después de la incursión, el káiser alemán envió un telegrama —conocido en la historia como «el telegrama Kruger»— felicitando al presidente Kruger y al gobierno de la República Sudafricana por su éxito. Cuando el texto de este telegrama fue divulgado por la prensa británica, generó una tormenta de sentimientos antialemanes. En el equipaje de la columna de asalto, para gran vergüenza de Gran Bretaña, los bóeres encontraron telegramas de Cecil Rhodes y los otros conspiradores de Johannesburgo. El Secretario Colonial británico Joseph Chamberlain había aprobado los planes de Rhodes de enviar ayuda armada en caso de un levantamiento en Johannesburgo, pero no tardó en condenar el asalto. Rhodes fue severamente censurado en la investigación del Cabo y en la investigación parlamentaria de Londres y se vio obligado a dimitir como primer ministro del Cabo y como Presidente de la Compañía Británica de Sudáfrica, por haber patrocinado el fallido golpe de estado.
El gobierno bóer entregó a sus prisioneros a los británicos para que fueran juzgados. Jameson fue juzgado en Inglaterra, donde la prensa británica y la sociedad londinense, inflamadas por el sentimiento antibóer y antialemán y en un frenesí de patrioterismo, lo ensalzaron y lo trataron como a un héroe. Aunque fue condenado a 15 meses de prisión (que cumplió en Holloway), Jameson fue recompensado más tarde con el nombramiento de primer ministro de la Colonia del Cabo (1904-1908) y, en última instancia, fue ungido como uno de los fundadores de la Unión Sudafricana. Por conspirar con Jameson, los miembros uitlandeses del Comité de Reforma (Transvaal) fueron juzgados en los tribunales de Transvaal y declarados culpables de alta traición. Los cuatro dirigentes fueron condenados a morir en la horca, pero al día siguiente esta pena fue conmutada por 15 años de prisión. En junio de 1896, los demás miembros del comité fueron puestos en libertad previo pago de 2.000 libras esterlinas cada uno en concepto de multas, todas ellas abonadas por Cecil Rhodes. Un miembro del Comité de Reforma, Frederick Gray, se suicidó en la cárcel de Pretoria el 16 de mayo. Su muerte contribuyó a suavizar la actitud del gobierno del Transvaal hacia los prisioneros supervivientes.
En 1906, Jan C. Smuts escribió: «El asalto a Jameson fue la verdadera declaración de guerra ... Y eso es así a pesar de los cuatro años de tregua que siguieron ... [los] agresores consolidaron su alianza ... los defensores, por su parte, se prepararon silenciosa y sombríamente para lo inevitable».

### Escalada
La incursión de Jameson alejó a muchos afrikáneres del Cabo de Gran Bretaña y unió a los bóeres del Transvaal detrás del presidente Kruger y su gobierno. También tuvo el efecto de unir al Transvaal y al Estado Libre de Orange (dirigido por el presidente Martinus Theunis Steyn) en oposición al imperialismo británico. En 1897 las dos repúblicas concluyeron un pacto militar.

### Armar a los bóeres

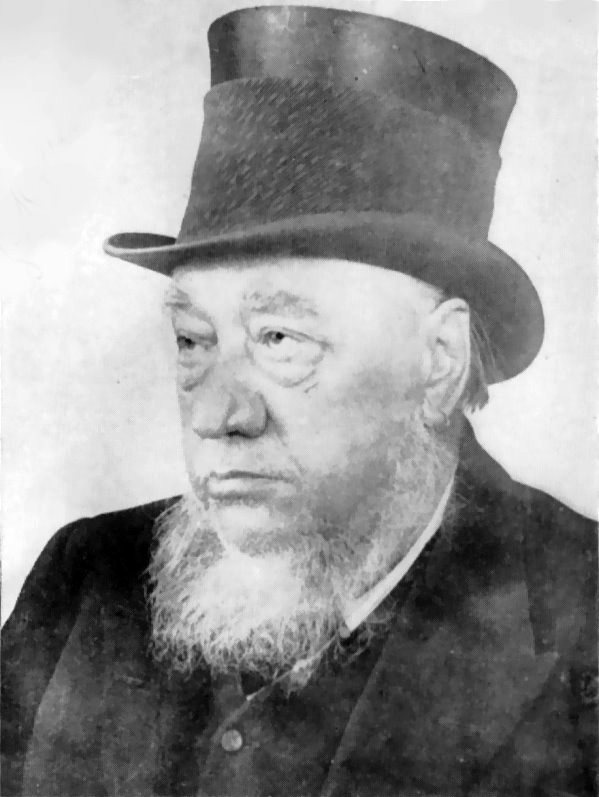
Paul Kruger, líder de la República Sudafricana (Transvaal).

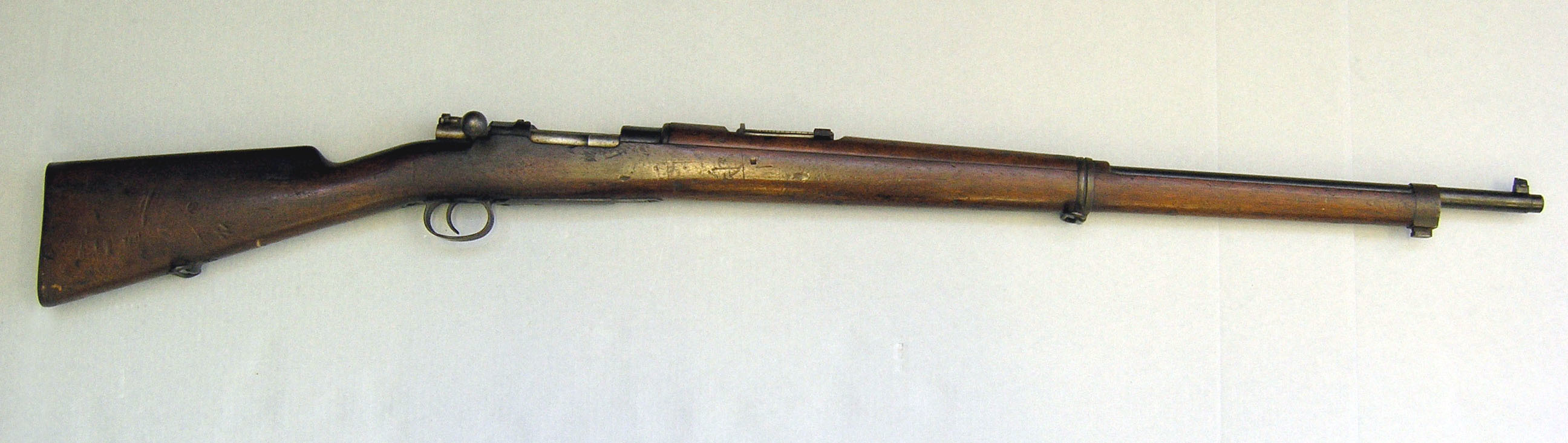
Fusil de cerrojo Mauser 1895 (en el Museo de Auckland).

En conflictos anteriores, el arma más común de los bóeres era el cargador de culata británico Westley Richards. En su libro The First Boer War, Joseph Lehmann ofrece este comentario: "Empleando principalmente la muy fina Westley Richards de carga de recámara - calibre 45; cartucho de papel; casquillo de percusión reemplazado en la boquilla manualmente - hicieron que fuera extremadamente peligroso para los británicos exponerse en la línea del horizonte".
El presidente Paul Kruger reequipó al ejército del Transvaal, importando 37 000 de los últimos fusiles Mauser Modelo 1895 de 7x57 mm suministrados por Alemania, y unos 40 a 50 millones de cartuchos.: 80  Algunos comandos utilizaron la Martini-Henry Mark III, porque se habían comprado miles de ellas. Desafortunadamente, la gran bocanada de humo blanco tras disparar delataba la posición del tirador. Unos 7.000 fusiles Guedes 1885 también se habían comprado unos años antes, y también se utilizaron durante las hostilidades.
A medida que avanzaba la guerra, algunos comandos recurrieron a fusiles británicos capturados, como el Lee-Metford y el Enfield. De hecho, cuando se agotó la munición para los Mauser, los bóeres recurrieron principalmente a los Lee-Metford capturados.
Independientemente del fusil, pocos de los bóeres utilizaron bayonetas.
Los bóeres también compraron la mejor artillería moderna europea alemana Krupp. En octubre de 1899, la Artillería Estatal del Transvaal contaba con 73 cañones pesados, incluidos cuatro cañones de 155 mm Creusot fortress y 25 de los cañones de 37 mm Maxim Nordenfeldt.: 80 
Los Maxim de los bóeres, más grandes que los Maxim británicos, era un "cañón automático" de gran calibre, alimentado por cinturón y refrigerado por agua que disparaba cartuchos explosivos (munición sin humo) a 450 disparos por minuto. Llegó a conocerse como el "Pom Pom".
Aparte del armamento, las tácticas utilizadas por los bóeres eran significativas. Como afirma una fuente moderna, "los soldados bóeres... eran expertos en la guerra de guerrillas, algo que los británicos tenían dificultades para contrarrestar".
El ejército del Transvaal se transformó: Aproximadamente 25.000 hombres equipados con modernos rifles y artillería pudieron movilizarse en dos semanas. Sin embargo, la victoria del presidente Kruger en el incidente de Jameson Raid no sirvió para resolver el problema fundamental de encontrar una fórmula para conciliar a los uitlanders, sin renunciar a la independencia del Transvaal.

### Argumentos británicos para la guerra
La imposibilidad de conseguir mejores derechos para los uitlanders (en particular el impuesto sobre la dinamita de los yacimientos de oro) se convirtió en un pretexto para la guerra y en una justificación para un gran despliegue militar en la Colonia del Cabo. El caso de la guerra fue desarrollado y propugnado tan lejos como las colonias australianas. El Gobernador de la Colonia del Cabo, Sir Alfred Milner; el primer ministro del Cabo Cecil Rhodes; el Secretario Colonial Joseph Chamberlain; y propietarios de sindicatos mineros como Alfred Beit, Barney Barnato, y Lionel Phillips, estaban a favor de la anexión de las repúblicas bóer. Confiados en que los bóeres serían derrotados rápidamente, planearon y organizaron una guerra corta, citando los agravios de los uitlanders como motivación del conflicto. En cambio, la influencia del partido de la guerra dentro del gobierno británico era limitada. El primer ministro del Reino Unido, Lord Salisbury, despreciaba el jingoísmo y a los jingoístas. Tampoco estaba seguro de las capacidades del ejército británico. A pesar de sus reservas morales y prácticas, Salisbury llevó al Reino Unido a la guerra para preservar el prestigio del Imperio Británico, y sintiendo una obligación hacia los sudafricanos británicos. Salisbury consideraba que el Transvaal, el Estado Libre de Orange y los bóeres del Cabo aspiraban a una "Sudáfrica holandesa". La consecución de tal estado dañaría el prestigio imperial británico. Salisbury también detestaba el trato de los bóeres a los nativos africanos, refiriéndose a la Convención de Londres de 1884, (tras la derrota británica en la primera guerra), como un acuerdo "realmente en interés de la esclavitud".: 7 : 6  Salisbury no estaba solo en esta preocupación. Roger Casement, que ya iba camino de convertirse en nacionalista irlandés, estaba sin embargo encantado de reunir información para los británicos contra los bóeres por su crueldad con los africanos.

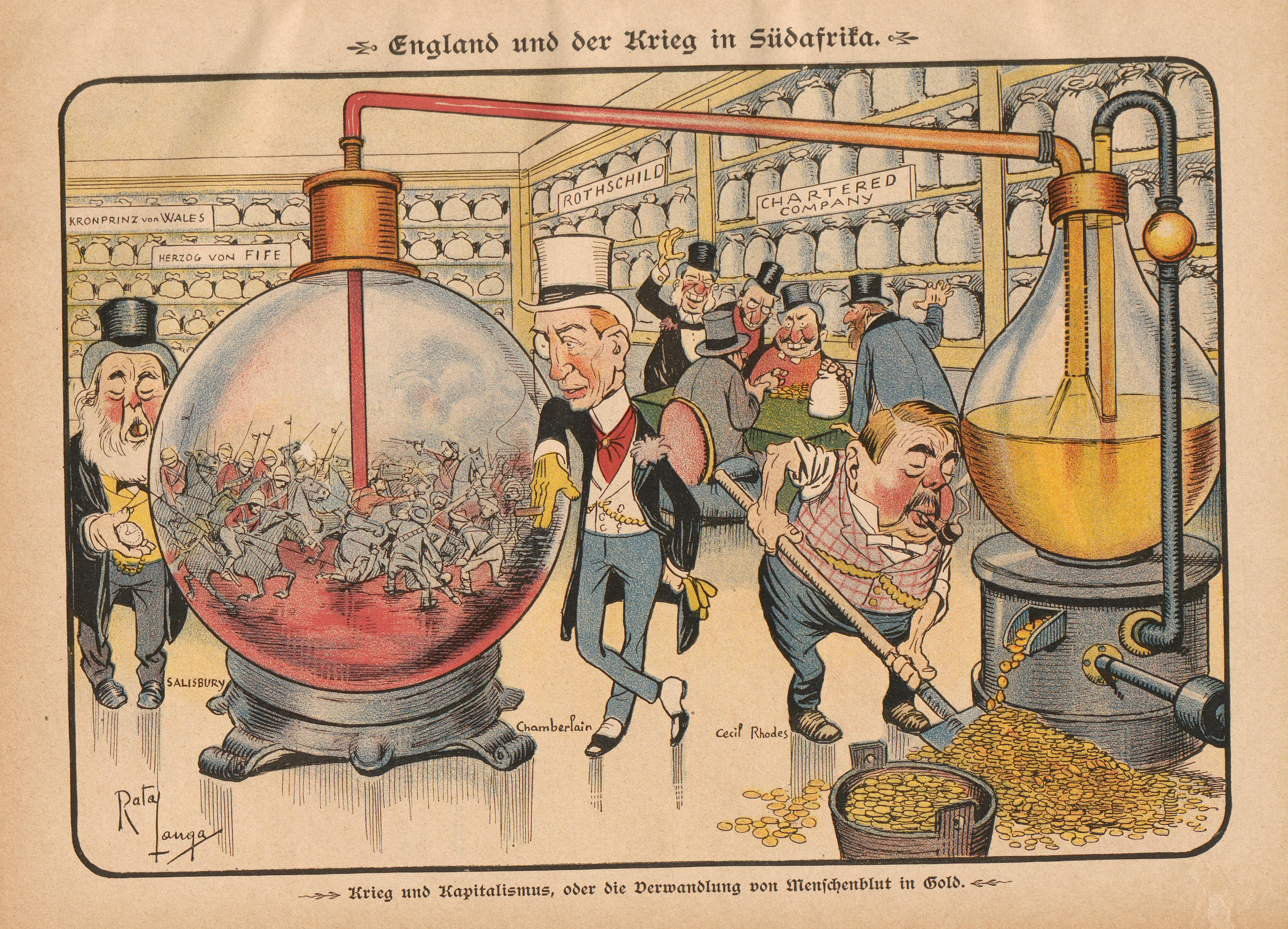
1899 Caricatura política alemana: «La guerra y el capitalismo transforman la sangre humana en oro»

El gobierno británico fue en contra del consejo de sus generales (incluido Wolseley) y se negó a enviar refuerzos sustanciales a Sudáfrica antes de que estallara la guerra. El Secretario de Estado para la Guerra, Lansdowne, no creía que los bóeres se estuvieran preparando para la guerra y que si Gran Bretaña enviaba un gran número de tropas a la región adoptaría una postura demasiado agresiva y posiblemente desbarataría un acuerdo negociado, o incluso alentaría un ataque bóer.

### Las negociaciones fracasan
El presidente Steyn del Estado Libre de Orange invitó a Milner y Kruger a asistir a una conferencia en Bloemfontein. La conferencia comenzó el 30 de mayo de 1899, pero las negociaciones se rompieron rápidamente, ya que Kruger no tenía intención de otorgar concesiones significativas, y Milner no tenía intención de aceptar sus tácticas dilatorias habituales.

### El ultimátum de Kruger y la guerra
El 9 de octubre de 1899, tras convencer al Estado Libre de Orange para que se uniera a él y movilizar sus fuerzas, Kruger emitió un ultimátum dando 48 horas a Gran Bretaña para retirar todas sus tropas de la frontera de Transvaal (pese a que las únicas tropas regulares del ejército británico en cualquier lugar cerca de la frontera de cualquiera de las dos repúblicas eran cuatro compañías del Loyal North Lancs, que habían sido desplegadas para defender Kimberley). De lo contrario, el Transvaal, aliado con el Estado Libre de Orange, declararía la guerra.
La noticia del ultimátum llegó a Londres el mismo día en que expiraba. La indignación y la risa fueron las principales reacciones. Al parecer, el director delThe Times se rio a carcajadas cuando lo leyó, diciendo que «un documento oficial rara vez es divertido y útil, pero este era ambas cosas». The Times denunció el ultimátum como una «farsa extravagante» y The Globe denunció este «pequeño estado truculento». La mayoría de los editoriales eran similares al del Daily Telegraph, que declaraba: «por supuesto, solo puede haber una respuesta a este grotesco desafío. Kruger ha pedido la guerra y la guerra que debe tener!».
Tales puntos de vista distaban mucho de los del gobierno británico y de los del ejército. Para la mayoría de los observadores sensatos, la reforma del ejército había sido una cuestión de preocupación apremiante desde la década de 1870, constantemente pospuesta porque el público británico no quería el gasto de un ejército más grande y más profesional y porque un gran ejército nacional no era políticamente bienvenido. Lord Salisbury, el primer ministro, tuvo que decirle a una sorprendida reina Victoria: «no tenemos un ejército capaz de enfrentarse ni siquiera a una potencia continental de segunda clase».: 4 

## Transcurso de la guerra

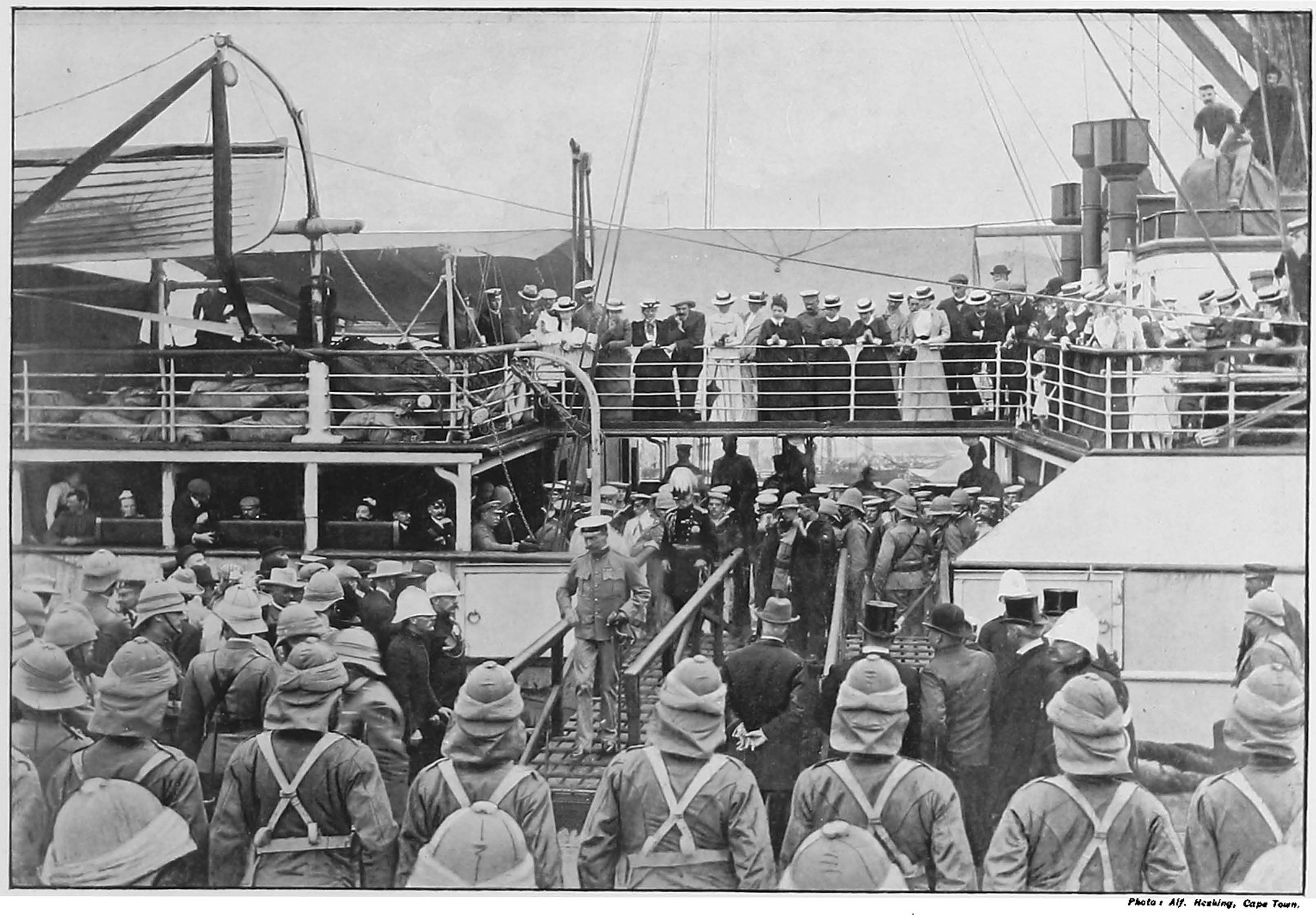
La llegada del nuevo comandante en jefe de las fuerzas británicas Frederick Roberts a Ciudad del Cabo.

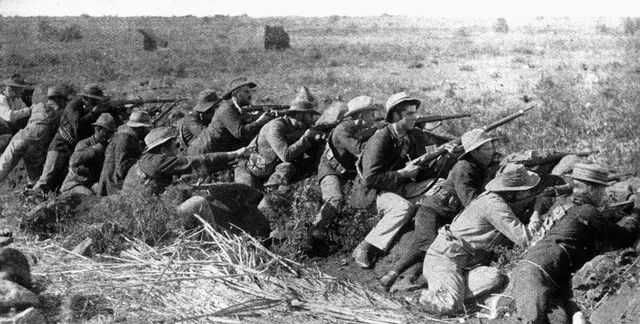
Soldados bóeres en una trinchera en Mafeking, 1899.

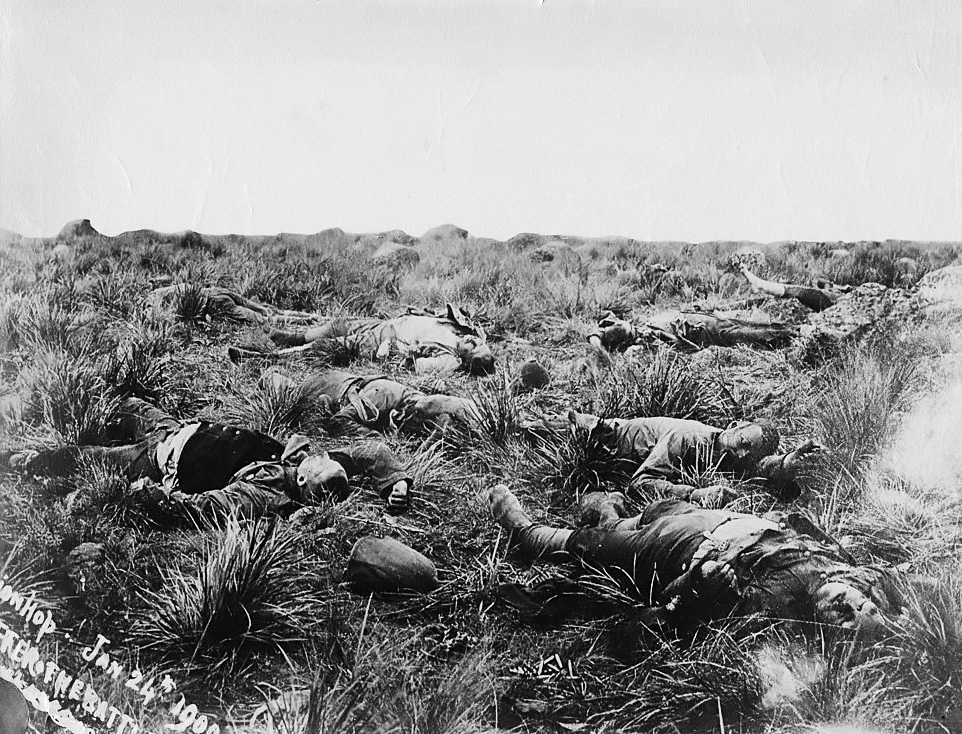
Las bajas británicas yacen muertas en el campo de batalla después de la batalla de Spion Kop, el 24 de enero de 1900.

La guerra, que duró desde el 11 de octubre de 1899 al 31 de mayo de 1902, comenzó con el intento de la Corona británica de unir las dos repúblicas, ricas en yacimientos de diamantes, oro y hierro. Los bóeres, quienes ocupaban la región desde 1830, lucharon por preservar su independencia. Los británicos ven en ese nacionalismo un peligro a la dominación del Reino Unido en el sur de África.
La guerra se puede dividir en cuatro fases principales.
Al principio, la supremacía es de los bóeres, que comienzan la guerra. Invaden la colonia del Cabo, además de sitiar ciudades importantes y anexionar territorios británicos. Pero, en 1902, se desarrolla la contraofensiva inglesa. La superioridad británica en hombres y armamentos derrotó a los bóeres.
Las tropas inglesas devastaron y quemaron todo tipo de propiedades durante la guerra. Los bóeres capturados (hombres, mujeres y niños) fueron desplazados a campos de concentración, donde murieron cerca de 20 000 personas. Las noticias sobre el tratamiento inhumano dado por los británicos a los prisioneros intensificaron la imagen negativa de Reino Unido ante la comunidad internacional. Unos 116 572 hombres, mujeres y niños bóeres fueron desplazados a campos de concentración, más unos 120 000 africanos negros. Debido a las duras condiciones de los campos, aproximadamente el 25 % de los bóeres (27 927, de los cuales 22 074 eran niños menores de 16 años) y el 12 % de los africanos presos murieron (14 155, aunque algunos lo elevan hasta los 20 000).
Con la Paz de Vereeniging, firmada el 31 de mayo de 1902, las repúblicas fueron incorporadas al Imperio británico y, en 1910, se unieron a las colonias del Cabo y Natal para constituir la Unión Sudafricana.